# Johannes Weißenfeld

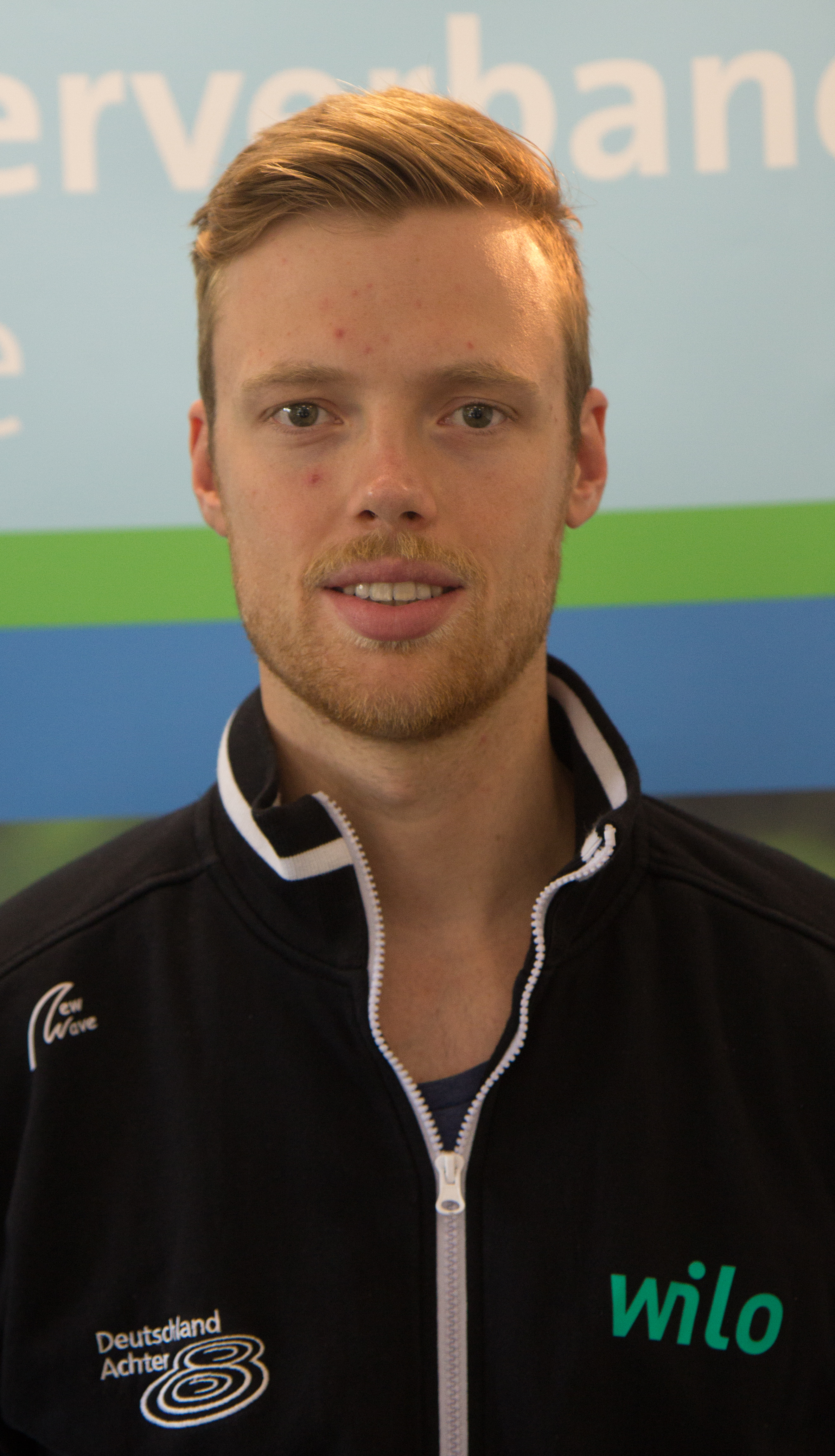
Johannes Weißenfeld, 2017

Johannes Weißenfeld (* 19. August 1994 in Herdecke) ist ein deutscher Ruderer. 2021 war er Olympiazweiter.

## Sportliche Karriere
Der 1,99 m große Weißenfeld begann in seiner Schulzeit mit dem Rudersport und startet für den Ruderclub Westfalen Herdecke. 2011 gewann er mit dem Vierer ohne Steuermann bei den Junioren-Weltmeisterschaften. Bei den Junioren-Weltmeisterschaften 2012 erhielt er in der gleichen Bootsklasse die Bronzemedaille. Bei U23-Weltmeisterschaften belegte er 2013 den sechsten Platz im Achter und gewann 2014 Silber mit dem Vierer ohne Steuermann. 2015 belegte der neugebildete Vierer ohne Steuermann mit Johannes Weißenfeld, Alexander Egler, Max Planer und Felix Wimberger den sechsten Platz bei den Europameisterschaften. Mit Maximilian Korge für Egler qualifizierte sich der Vierer mit einem fünften Platz bei den Weltmeisterschaften 2015 für die Olympischen Spiele 2016. Zum Auftakt der Olympiasaison 2016 belegte der Vierer den siebten Platz bei den Europameisterschaften vor heimischem Publikum in Brandenburg an der Havel. Bei den Olympischen Spielen  war er aber nur als Ersatzmann nominiert.
2017 rückte Weißenfeld in den Deutschland-Achter auf. Bei den Europameisterschaften im Mai 2017 gewann der neu zusammengesetzte Deutschland-Achter die Goldmedaille.  Nach Siegen beim Weltcup in Posen und Luzern gewann der Achter zum Saisonabschluss den Titel bei den Weltmeisterschaften in Sarasota. 2018 gewann der Deutschland-Achter in der gleichen Besetzung wie 2017 alle drei Regatten im Weltcup. Bei den Europameisterschaften in Glasgow siegte der Achter vor den Niederländern und den Rumänen. Anderthalb Monate später gewann der Achter auch den Titel bei den Weltmeisterschaften in Plowdiw vor den Australiern und den Briten. Zu Beginn der Saison 2019 siegte der Deutschland-Achter bei den Europameisterschaften 2019 in Luzern vor den Briten und den Niederländern. Bei den Weltmeisterschaften siegten die Deutschen vor den Niederländern und den Briten. Bei den Europameisterschaften 2020 siegten die Deutschen vor den Rumänen und den Niederländern. Im Jahr darauf siegten die Briten bei den Europameisterschaften in Varese vor den Rumänen und den Niederländern, die Deutschen erreichten den vierten Platz. Bei den Olympischen Spielen in Tokio gewannen die Deutschen ihren Vorlauf und erkämpften im Finale die Silbermedaille mit einer Sekunde Rückstand auf die Neuseeländer. Für diesen Erfolg wurden er und die Mannschaft am 8. November 2021 vom Bundespräsidenten mit dem Silbernen Lorbeerblatt ausgezeichnet.